# محمدحسین باباگلی
محمدحسین باباگلی (زادهٔ ‎۱۷ اردیبهشت ۱۳۷۶) یک بازیکن فوتبال اهل ایران است که در پست هافبک بازی می‌کند. از باشگاه‌هایی که در آن بازی کرده‌است می‌توان به نساجی مازندران، راه‌آهن تهران و خونه به خونه بابل اشاره کرد.
او سابقه عضویت در تیم ملی نوجوانان، جوانان و امید را دارد.